# Stortärnan (Valbo socken, Gästrikland)
Stortärnan är en sjö i Gävle kommun i Gästrikland och ingår i Gavleåns huvudavrinningsområde. Sjön har en area på 0,0698 kvadratkilometer och ligger 71 meter över havet. Stortärnan ligger i Myrar öster om Öjaren Natura 2000-område.

## Delavrinningsområde
Stortärnan ingår i det delavrinningsområde (673134-156004) som SMHI kallar för Utloppet av Stortärnan. Medelhöjden är 77 meter över havet och ytan är 3,34 kvadratkilometer. Det finns inga avrinningsområden uppströms utan avrinningsområdet är högsta punkten. Vattendraget som avvattnar avrinningsområdet har biflödesordning 3, vilket innebär att vattnet flödar genom totalt 3 vattendrag innan det når havet efter 50 kilometer. Avrinningsområdet består mestadels av skog (47 procent) och sankmarker (43 procent). Avrinningsområdet har 0,07 kvadratkilometer vattenytor vilket ger det en sjöprocent på 1,7 procent.